# Borehamwood
Borehamwood är en stad i Hertfordshire i England. Orten har 31 172 invånare (2001). Det är den administrativa huvudorten i distriktet Hertsmere.